# Morata de Jiloca
Morata de Jiloca es un municipio español de la provincia de Zaragoza, comunidad autónoma de Aragón. comunidad autónoma de Aragón.  Tiene un área de 23,09 km² con una población de 272 habitantes (INE 2016) y una densidad de 10,22 hab/km².

## Geografía

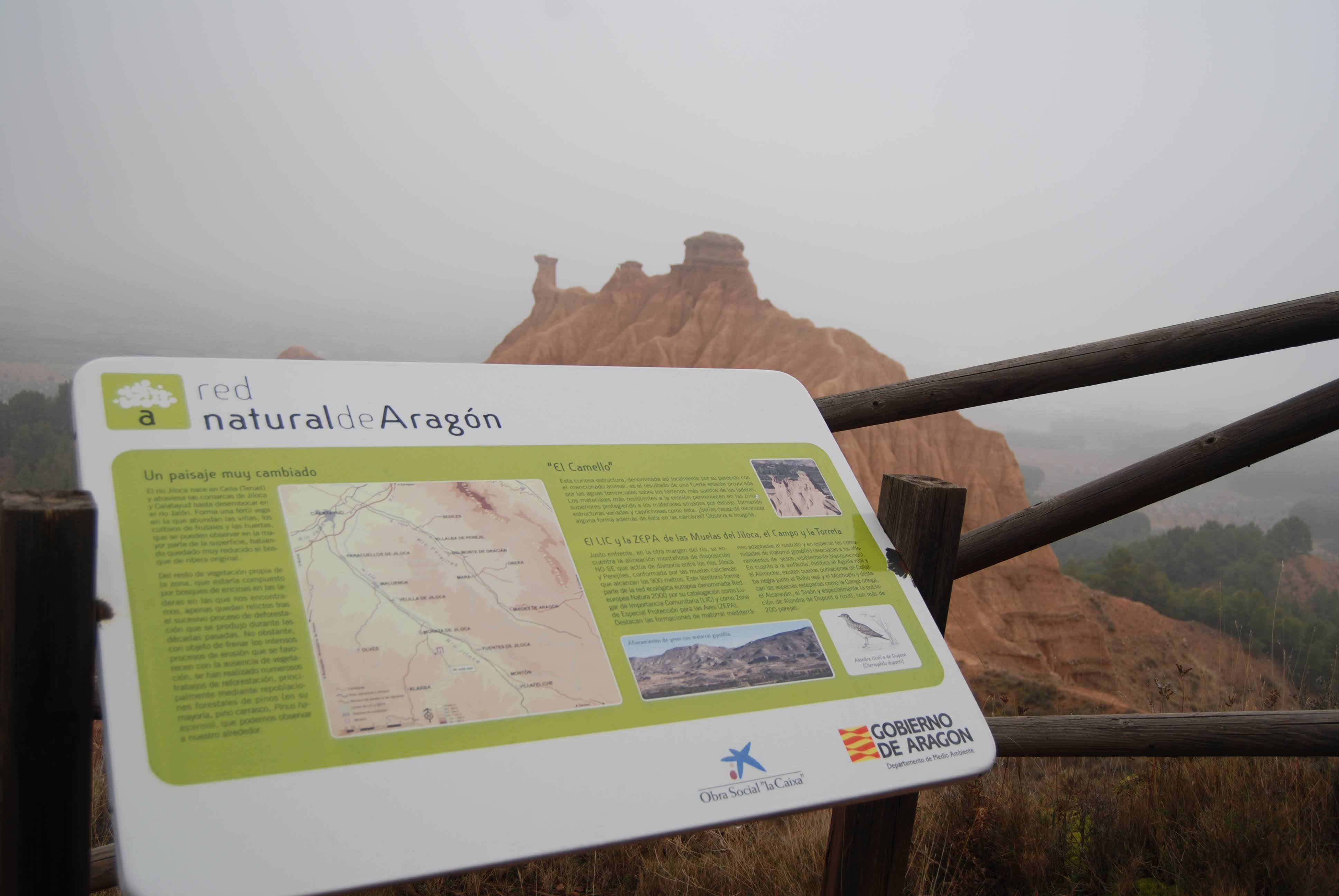
El camello de las cárcavas

Integrado en la comarca de Comunidad de Calatayud, se sitúa a 95 kilómetros de Zaragoza. El término municipal está atravesado por la carretera nacional N-234, entre los pK 244 y 246, y por una carretera local que conecta con Alarba. 
El relieve del municipio está definido por un altiplano del Sistema Ibérico situado al noreste, en el límite con Mara, por el valle del río Jiloca, y por un terreno irregular y montañoso en el sector occidental. Cerca de la localidad se encuentran las cárcavas de Morata de Jiloca. La altitud oscila entre los 890 metros en el límite con Alarba y los 600 metros a orillas del Jiloca. El pueblo se alza a 615 metros sobre el nivel del mar. 
| Noroeste: Velilla de Jiloca | Norte: Velilla de Jiloca        | Nordeste: Mara                 |
| Oeste: Maluenda             |                                 | Este: Mara y Fuentes de Jiloca |
| Suroeste: Alarba            | Sur: Fuentes de Jiloca y Alarba | Sureste: Fuentes de Jiloca     |

## Historia
A mediados del siglo XIX, el lugar contaba con una población censada de 369 habitantes. La localidad aparece descrita en el undécimo volumen del Diccionario geográfico-estadístico-histórico de España y sus posesiones de Ultramar de Pascual Madoz de la siguiente manera:

MORATA DE JILOCA: v. con ayunt. de la prov. y aud. terr. de Zaragoza (14 leg.), c. g. de Aragón , part. jud. de Calatayud (2), dióc. de Tarazona (14): sit. en la ribera izq. del r. Jiloca, hácia el S. de la cab. del part.; la baten generalmente los vientos del NE.; su clima es templado, y las enfermedades mas comunes dolores reumáticos y tercianas. Tiene 86 casas con la del ayunt. y cárcel; escuela de niños, á la que concurren 20, dotada con 1,300 rs.; igl. parr. (San Martin), servida por 7 beneficiados que componen el capítulo ecl.; 2 ermitas derruidas bajo la advocacion de Ntra. Sra. de Alcaraz y la Veracruz, y un cementerio hácia el S. en paraje ventilado. Confina el térm. por N. con Velilla de Jiloca; E. Fuentes (part. jud. de Daroca); S. Alarba, y O. Olves: su estension es de 1 leg. en ambas direcciones. En su radio estuvo sit. el pueblo de Alcaráz, á la dist. de 1/2 hora hácia el E., y en varias partes hay montes poco poblados. El terreno es de buena calidad: participa de secano y vega que se fertiliza con las aguas del r. Jiloca, que corre al NO. en busca del Jalon, sobre el que hay un puente. Los caminos se dirigen á los pueblos limítrofes en regular estado. El correo se recibe de Calatayud por balijero, 2 veces á la semana. prod.: trigo, cebada, maíz, cáñamo, lino, vino, legumbres y hortalizas; mantiene ganado de toda especie, y hay caza de conejos y liebres. ind.: la agrícola y un molino harinero.: hay 4 tiendas de abacería. pobl.: 78 vec., 369 alm. cap. prod.: 1.260,461 rs. imp.: 79,200. contr.: 16,007.
(Madoz, 1848, p. 589)

## Demografía
Morata de Jiloca cuenta con una población de 235 habitantes (INE 2024).
| Gráfica de evolución demográfica de Morata de Jiloca entre 1842 y 2021                                              |
| |
| Población de derecho según los censos de población del INE Población de hecho según los censos de población del INE |

En época medieval se incorporó el despoblado de Alcarraz. Alcanza la máxima población en 1930, con 1.247 vecinos.
Además de la propia localidad, la población residía en masadas y caseríos cercanos. En los censos de los años 1857, 1860, 1887, 1920, 1930 aparecen los siguientes asentamientos humanos dispersos:
- Pesquera
- La Estación
- Casetas de la Fábricas de aguardiente
- Batán y molino harinero
- Las torres de Garcés, Joaquín Cabrera y Pedro García
- La Virgen de Alcarraz y la casa del ermitaño
- La Venta Cabrera

### Economía
La economía de la villa de Morata de Jiloca se basa especialmente en la agricultura (especialmente manzana y pera), cuenta con una serrería y dos empresas dedicadas al envasado de frutas. También hay un polígono industrial en el que se encuentra una fábrica de reciclaje de plásticos.

## Símbolos
DECRETO 17/1994, de 26 de enero, de la Diputación General de Aragón, por el que se autoriza al Ayuntamiento de Morata de Jiloca, de la provincia de Zaragoza, para adoptar su escudo y bandera municipales.

### Bandera
Proporción 2/3 y estará formada por tres franjas horizontales de igual anchura, azules las externas y blanca la intermedia, y sobre esta otra azul de un tercio de su anchura. Situado a 1/3 del asta figura el escudo de la localidad, cuya altura incluida la corona es la mitad del ancho de la bandera.

### Escudo
Cuadrilongo con base circular. De azur, un castillo de oro, adornado de gules, sobre ondas, acompañado en los flancos de dos losanges de oro cargados de cuatro palos de gules y en jefe de una cruz ensanchada con espiga, de plata. Al timbre Corona Real cerrada.

## Administración y política
| Período             | Alcalde                                 | Partido |  |
| ------------------- | --------------------------------------- | ------- |  |
| 1979-1983           | Ángel Langa Ibáñez                      | UCD     |  |
| 1983-1987           | José Alejandre Tomás                    | CDS     |  |
| 1987-1988 1988-1991 | José Langa Monge Antonio Langa Pelegrin | AP      |  |
| 1987-1988 1988-1991 | José Langa Monge Antonio Langa Pelegrin | AP      |  |
| 1991-1995           | Antonio Langa Pelegrin                  | PSOE    |  |
| 1995-1999           | Jesús Lafuente Gracia                   | PP      |  |
| 1999-2003           | Miguel Langa Pardos                     | PP      |  |
| 2003-2007           | Miguel Langa Pardos                     | PP      |  |
| 2007-2011           | Miguel Langa Pardos                     | PAR     |  |
| 2011-2015           | Miguel Langa Pardos                     | PAR     |  |
| 2015-2019           | Miguel Langa Pardos                     | PAR     |  |
| 2019-2023           | Miguel Langa Pardos                     | PAR     |  |
| 2023-2027           | Miguel Langa Pardos                     | C’s     |  |

| Partido político    | Partido político                                   | 2003   | 2007   | 2011   | 2015   | 2019   | 2023   |
| Partido político    | Partido político                                   | Ediles | Ediles | Ediles | Ediles | Ediles | Ediles |
|                     | Partido Aragonés (PAR)                             | —      | 6      | 5      | 4      | 5      | —      |
|                     | Partido Popular de Aragón (PP)                     | 6      | —      | —      | 1      | 1      | 1      |
|                     | Partido de los Socialistas de Aragón (PSOE-Aragón) | 1      | 1      | 1      | —      | 1      | —      |
|                     | Federación de los Independientes de Aragón (FIA)   | —      | —      | 1      | —      | —      | —      |
|                     | Ciudadanos (CS)                                    | —      | —      | —      | —      | —      | 4      |
| Total de concejales | Total de concejales                                | 7      | 7      | 7      | 5      | 7      | 5      |

## Patrimonio

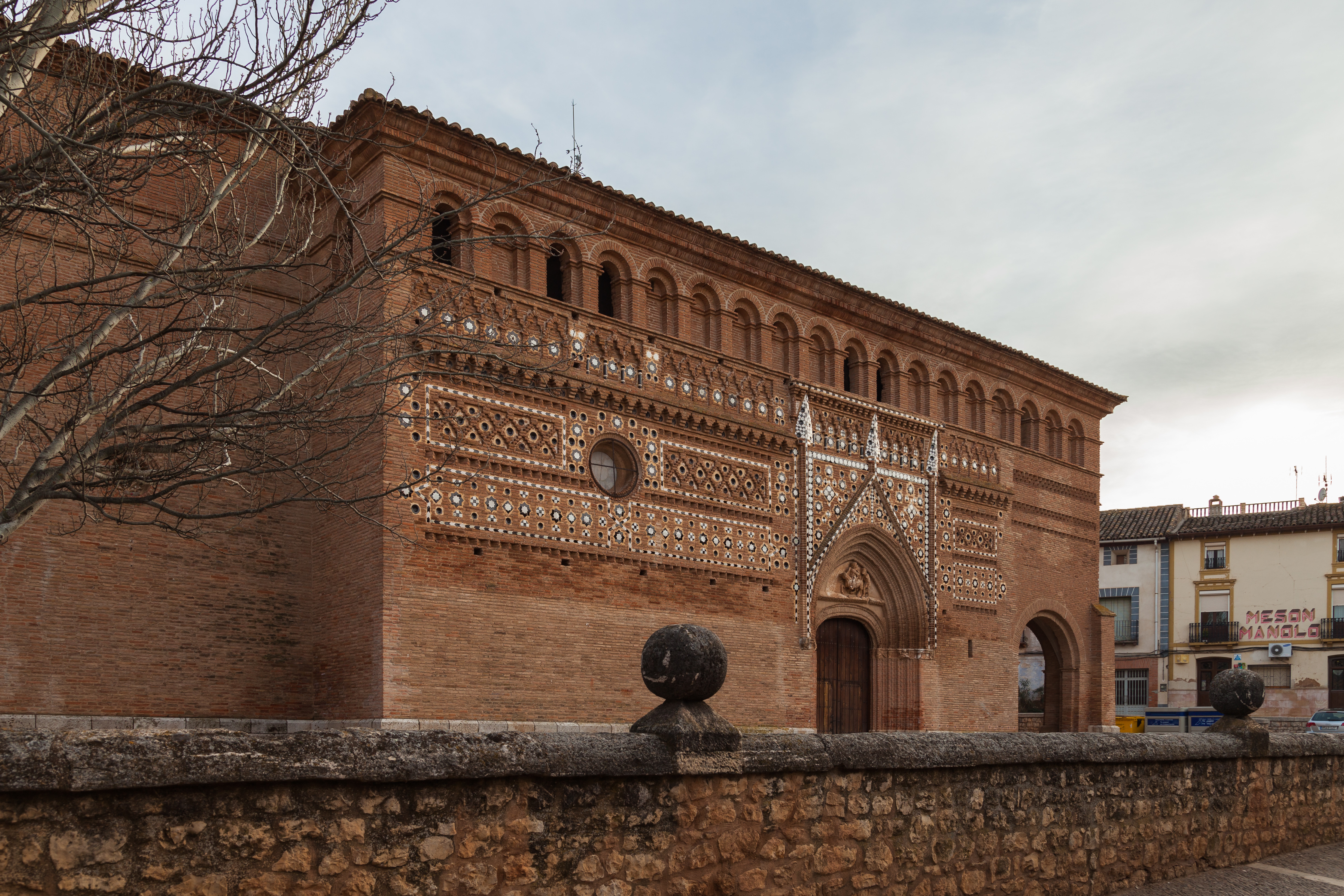
Portico de la iglesia de San Martín de Tours.

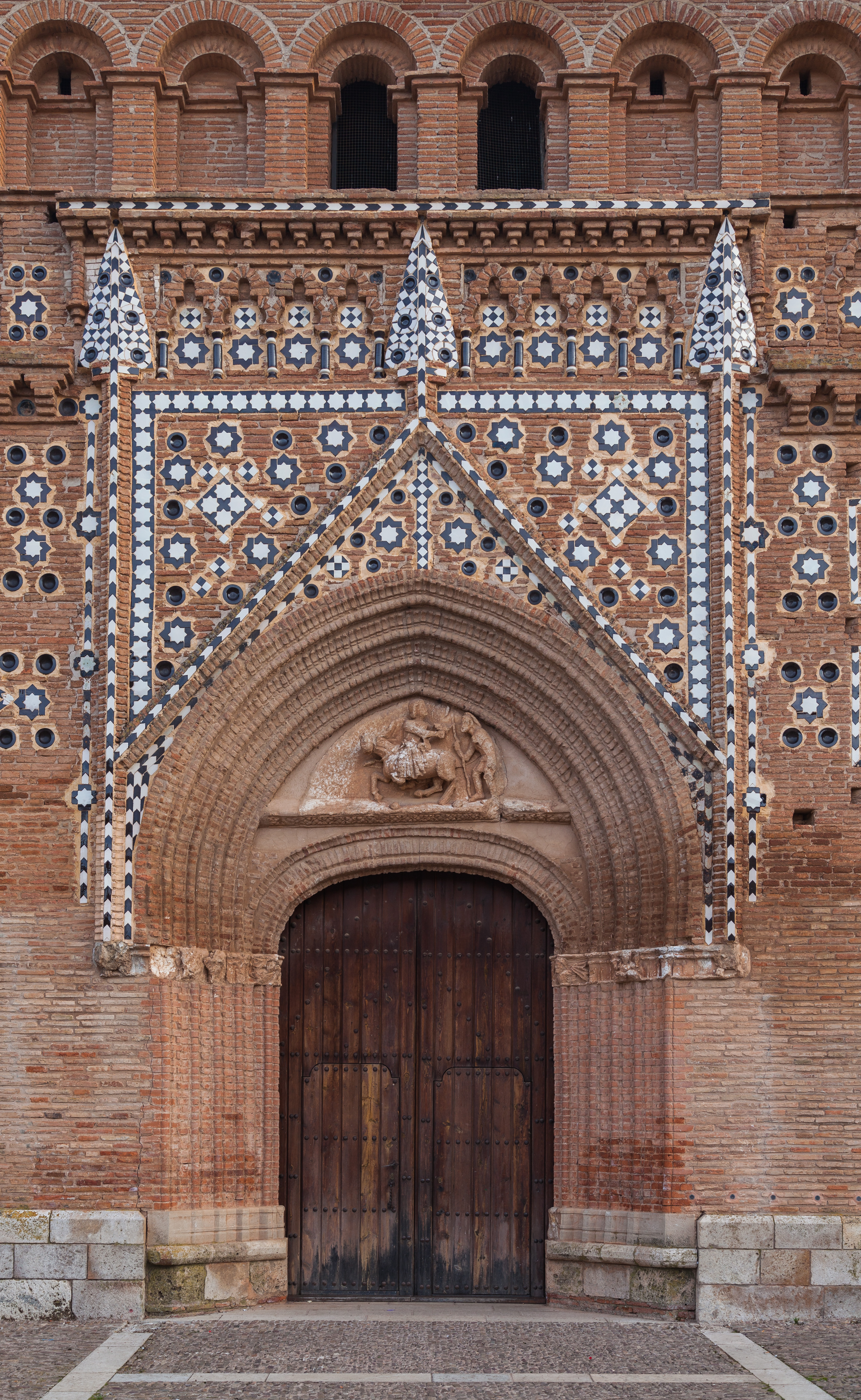
Portico de la iglesia.

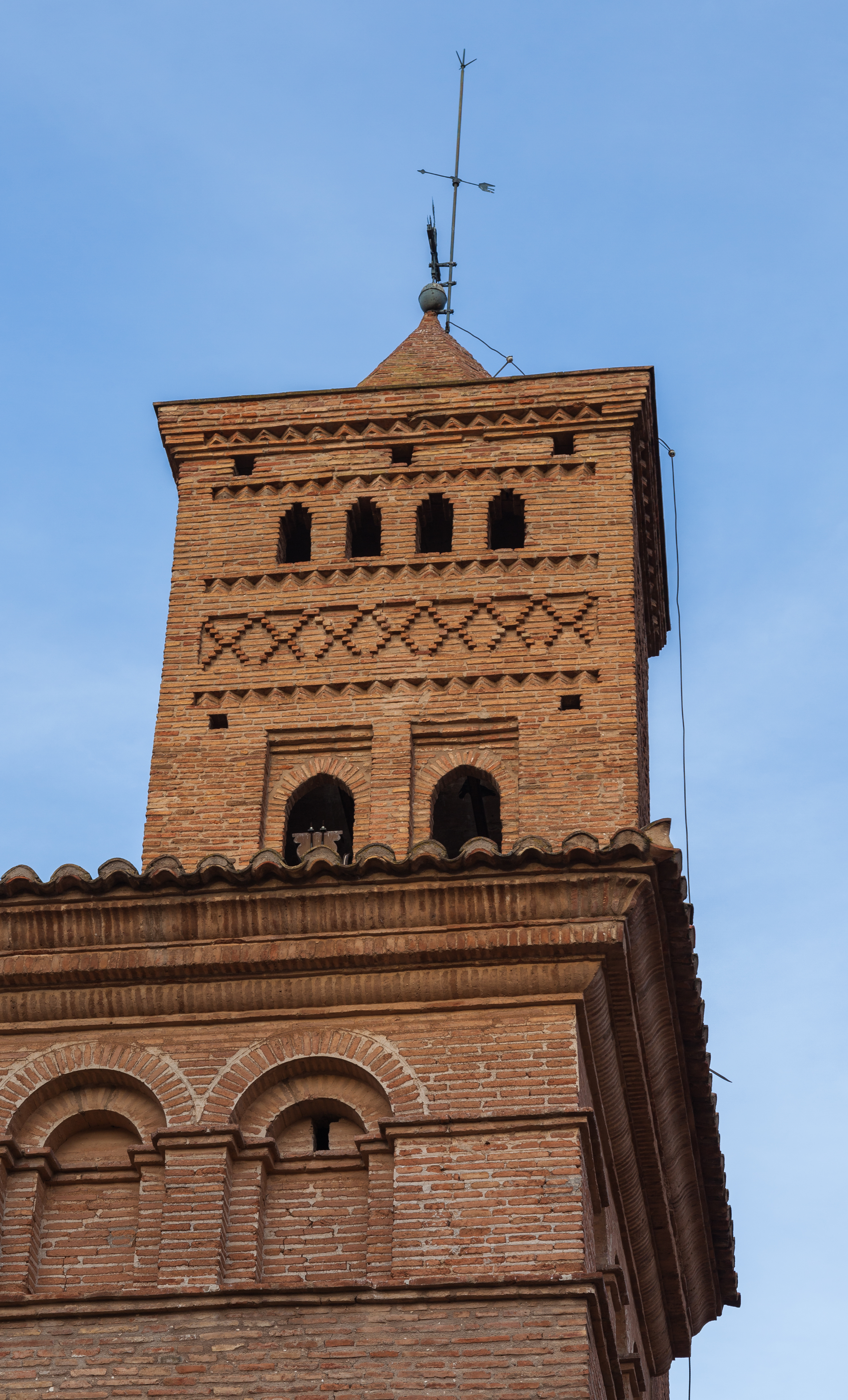
Campanario.

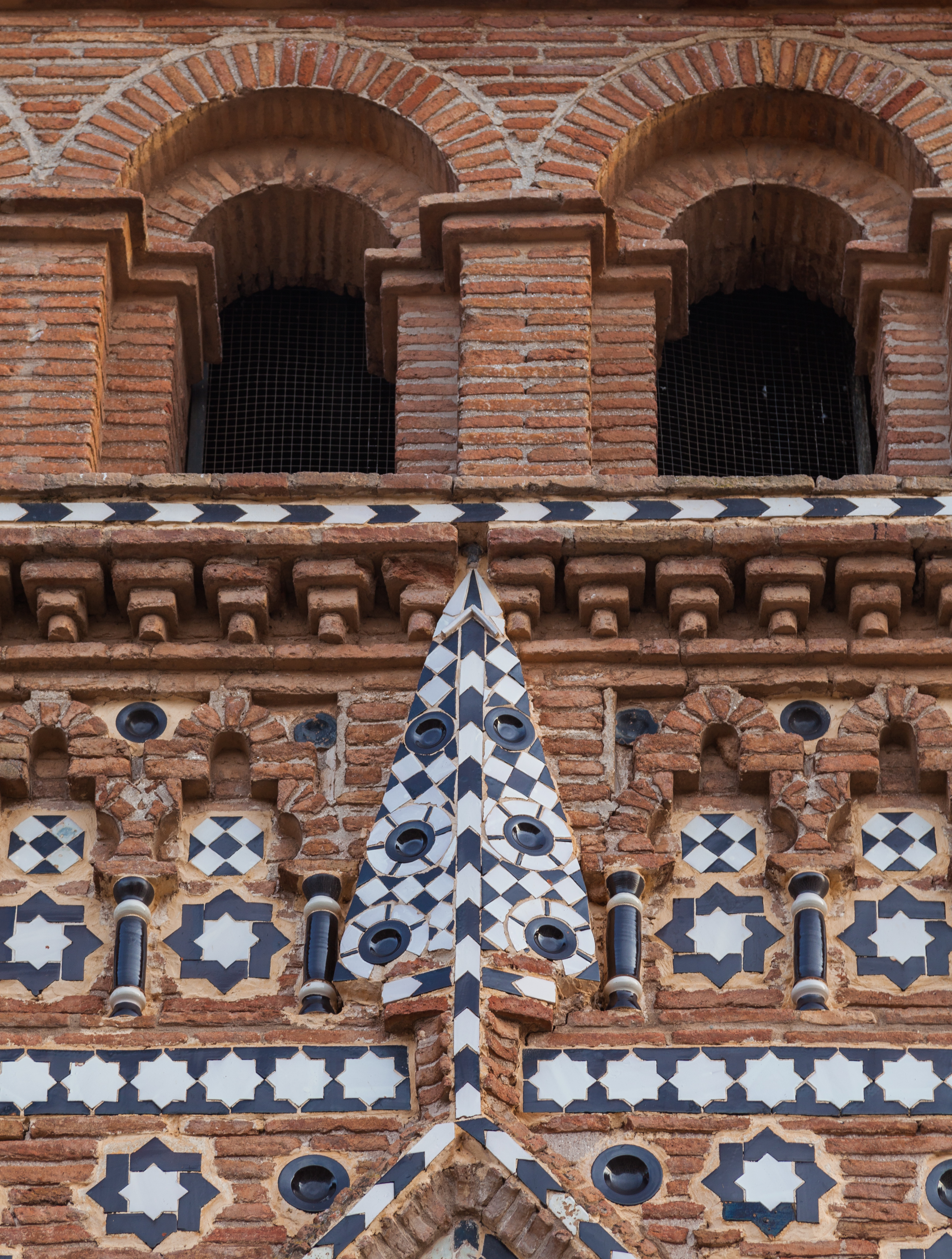
Detalle del pórtico.

### Arquitectura civil

#### Castillo de Morata de JilocaS XIV
No hay datos sobre la construcción del castillo pero ya existía en 1357 pues fue asediado por los castellanos, que no consiguieron tomarlo, aunque incendiaron la población. El intento se volvió a repetir en 1363 con los mismos resultados, según los Anales de Jerónimo Zurita.
Los escasos restos que se conservan de su castillo están situados sobre un altozano inmediato a la población. Debió ser un castillo refugio, que ocuparía la totalidad de dicho altozano, de unos 40 metros de eje mayor. Hoy en día, estos escasos restos se confunden con los del monte, pero parte de lo que debió ser castillo está hoy ocupado por un palacio de estilo renacentista.

#### Palacio de Morata de Jiloca
Es un Palacio Renacentista de estilo mudéjar-aragonés, situado al lado de las ruinas del castillo.
Edificado en tres plantas hacia el siglo XV-XVI, y recientemente rehabilitado con yeso rojo de Albarracín, tiene una galería de 24 arcos dobles de fábrica de ladrillo en la fachada principal, con cornisa de nueve niveles también de la misma fábrica, característico de la zona.
En su lado derecho tiene una torre levantada en los primeros años del siglo XX y remodelada recientemente.

#### Fábrica de luz
Está situada el mismo casco urbano, a la salida hacia Alarba. Era un antiguo molino harinero, reconvertido en la primera mitad el siglo XX para abastecer de energía a los vecinos de Morata.

#### Molino harinero
El molino harinero de Morata de Jiloca fue citado por Miguel Monterde en 1788 y posteriormente por Madoz. Está ubicado en la margen izquierda del río Jiloca, sobre un acequia, a unos 200 metros de la localidad. Fue reformado y ampliado en la década de 1940. Tras su abandono sufrió un profundo deterioro hasta ser derrumbado a comienzos del siglo XXI.

### Arquitectura religiosa

#### Iglesia de San Martín de Tours (Morata de Jiloca)
Se trata de una iglesia-fortaleza mudéjar de nave única de dos tramos cubierta con bóveda de crucería y capillas laterales entre los contrafuertes. Su testero es recto y compartimentado en tres capillas. Su carácter defensivo se refuerza por la presencia de una tribuna sobre las naves laterales, abierta al exterior por una galería de arquillos de época posterior, y dos torres-contrafuerte a los pies de la nave, sólo una destacada en altura. 
Exteriormente destaca su monumental fachada, donde la portada gótica aparece enmarcada por un gran alfiz cuyas enjutas se decoran con diversos motivos realizados en cerámica vidriada como estrellas, cruces y discos. Este tipo de decoración distribuida en dos registros enmarcados por fajas de esquinillas se extiende por toda la fachada e incluso bajo la galería de arquillos, donde se combina con otros motivos realizados en ladrillo resaltado como arcos mixtilíneos.
Esta fachada, construida a principios del siglo XV como la mayor parte de la iglesia, es uno de los ejemplos más ricos y mejor conservados de decoración mudéjar.

#### Ermita de la Vera Cruz
En la cual estaba un hermoso retablo compuesto por 15 tablas y datado sobre mediados del siglo XV, obra perteneciente al pintor de corriente naturalista llamado «Maestro de Morata»,autor del retablo de la Vera Cruz de Morata de Jiloca, actualmente en la iglesia parroquial de San Martín, pintor de gran originalidad en sus composiciones narrativas al que se le atribuyen otros retablos localizados en la comarca de Campo de Daroca.

#### Ermita de la Virgen de Alcarraz
Ubicada, según la leyenda, sobre las ruinas de la antigua aldea de Alcarraz, en el actual término municipal de Morata de Jiloca.

## Fiestas
- El 3 de mayo, festividad de la Cruz de mayo, se realiza una romería a la ermita de la Santa Cruz.
- El 15 de mayo, festividad de San Isidro, se va en romería a la Ermita de la Virgen de Alcarraz después hay una comida popular en la plaza del pueblo.
- El primer fin de semana de agosto (antes se celebraban el 8 de septiembre) se organiza los festejos en honor a la Virgen de Alcarraz.
- Las fiestas patronales son en honor de San Martín y se celebran el 11 de noviembre con bailes, pasacalles y otros actos lúdicos.